# Mistrzostwa Azji i Strefy Pacyfiku w Curlingu 2017
Mistrzostwa Azji i Strefy Pacyfiku w Curlingu 2017 – turniej, który odbył się w dniach 2–8 listopada 2017 w australijskiej Erinie. Zarówno mistrzami jak i mistrzyniami Azji i Strefy Pacyfiku zostali południowi Koreańczycy.
Australia gościła mistrzostwa Azji i Strefy Pacyfiku w curlingu po raz trzeci (ostatni raz w 1996).

## System rozgrywek
Round Robin rozegrany został w systemie kołowym (każdy z każdym). W turnieju kobiet pomiędzy każdymi reprezentacjami rozegrano po dwa mecze, w turnieju mężczyzn po jednym. Do fazy play-off awansowały cztery najlepsze drużyny. Faza play-off składała się z półfinałów, w których 1 drużyna po Round Robin zagrała z 4, a 2 drużyna po Round Robin z 3. Zwycięzcy półfinałów zagrali o mistrzostwo w finale, a przegrani w meczu o brązowy medal.

## Kobiety

### Reprezentacje
| Państwo          | Czwarta          | Trzecia         | Druga             | Otwierająca                   | Rezerwowa       |
| ---------------- | ---------------- | --------------- | ----------------- | ----------------------------- | --------------- |
| Australia        | Helen Williams   | Kim Forge       | Ashleigh Street   | Michelle Fredericks Armstrong | Anne Powell     |
| Chiny            | Jiang Yilun      | Jiang Xindi     | Yao Mingyue       | Yan Hui                       | Meng Xu         |
| Hongkong         | Hung Ling-Yue    | Julie Morrison  | Shang Wing In Ada | Wong Yuen Ting Ashura         | Grace Bugg      |
| Japonia          | Satsuki Fujisawa | Chinami Yoshida | Mari Motohashi    | Yurika Yoshida                | Yūmi Suzuki     |
| Korea Południowa | Kim Eun-jung     | Kim Kyeong-ae   | Kim Seon-yeong    | Kim Yeong-mi                  | Kim Min-jung    |
| Nowa Zelandia    | Bridget Becker   | Jessica Smith   | Thivya Jeyaranjan | Holly Thompson                | Emma Sutherland |

pogrubieniem oznaczono skipów.
Do turnieju zgłoszone były również Katarki, które jednak nie przystąpiły do rywalizacji.

### Round Robin
| # | Państwo          | W   | P  |
| - | ---------------- | --- | -- |
| 1 | Korea Południowa | 10  | 0  |
| 2 | Chiny            | 8   | 2  |
| 3 | Japonia          | 6   | 4  |
| 4 | Hongkong         | 3   | 7  |
| 5 | Nowa Zelandia    | 3   | 7  |
| 6 | Australia        | 0   | 10 |
| 7 | Katar            | DNS |    |

     Kwalifikacja do fazy play-off

### Play-off
|  | Półfinały | Półfinały        | Półfinały |  |  | Finał             | Finał             | Finał             |
|  |           |                  |           |  |  |                   |                   |                   |
|  | 1         | Korea Południowa | 14        |  |  |                   |                   |                   |
|  | 4         | Hongkong         | 2         |  |  |                   |                   |                   |
|  |           |                  |           |  |  |                   | Korea Południowa  | 11                |
|  |           |                  |           |  |  |                   | Japonia           | 6                 |
|  | 2         | Chiny            | 5         |  |  |                   |                   |                   |
|  | 3         | Japonia          | 6         |  |  | Mecz o 3. miejsce | Mecz o 3. miejsce | Mecz o 3. miejsce |
|  |           |                  |           |  |  |                   |                   |                   |
|  |           |                  |           |  |  |                   | Chiny             | 8                 |
|  |           |                  |           |  |  |                   | Hongkong          | 3                 |

#### Finał
| Państwo | Państwo          | 1 | 2 | 3 | 4 | 5 | 6 | 7 | 8 | 9 | 10 | Ogółem |
|         | Japonia          | 0 | 1 | 0 | 2 | 0 | 2 | 0 | 1 | 0 | X  | 6      |
|         | Korea Południowa | 2 | 0 | 1 | 0 | 3 | 0 | 2 | 0 | 3 | X  | 11     |

### Klasyfikacja końcowa
|   | Mistrzynie Azji i Strefy Pacyfiku       |
|   | Wicemistrzynie Azji i Strefy Pacyfiku   |
|   | 3 miejsce                               |
| Q | Kwalifikacja na Mistrzostwa Świata 2018 |

| # | Państwo          | Skip             |   |
| - | ---------------- | ---------------- | - |
| 1 | Korea Południowa | Kim Eun-jung     | Q |
| 2 | Japonia          | Satsuki Fujisawa | Q |
| 3 | Chiny            | Jiang Yilun      | Q |
| 4 | Hongkong         | Hung Ling-Yue    |   |
| 5 | Nowa Zelandia    | Bridget Becker   |   |
| 6 | Australia        | Helen Williams   |   |
| 7 | Katar            | DNS              |   |

## Mężczyźni

### Reprezentacje
| Państwo          | Czwarty                     | Trzeci             | Drugi                | Otwierający       | Rezerwowy      |
| ---------------- | --------------------------- | ------------------ | -------------------- | ----------------- | -------------- |
| Australia        | Dean Hewitt                 | Ian Palangio       | Christopher Ordog    | Hugh Millikin     | Jay Merchant   |
| Chiny            | Zou Dejia                   | Zou Qiang          | Xu Jingtao           | Shao Zhilin       | Ma Yanlong     |
| Chińskie Tajpej  | Shen Randolph               | Hsu Nicholas       | Liu Brendon          | Lin Ting-Li       | -              |
| Hongkong         | Chang Jason                 | Derek Leung        | Leung Teddie         | Yan Martin        | Li John        |
| Japonia          | Yusuke Morozumi             | Tetsuro Shimizu    | Tsuyoshi Yamaguchi   | Kosuke Morozumi   | Kohsuke Hirata |
| Katar            | Nabeel Abdulrahman Al-Yafei | Ahmed Saad Alfahad | Abdulrahman Al-Yafei | Salem Ali         | -              |
| Kazachstan       | Viktor Kim                  | Abylaikhan Zhuzbay | Joan Akhmad          | Dinislam Aimishev | -              |
| Korea Południowa | Kim Chang-min               | Seong Se-hyeon     | Oh Eun-su            | Lee Ki-bok        | Kim Min-chan   |
| Nowa Zelandia    | Sean Becker                 | Warren Dobson      | Brett Sargon         | Anton Hood        | Hamish Walker  |

pogrubieniem oznaczono skipów.

### Round Robin
| # | Państwo          | W | P |
| - | ---------------- | - | - |
| 1 | Japonia          | 8 | 0 |
| 2 | Australia        | 7 | 1 |
| 3 | Chiny            | 6 | 2 |
| 4 | Korea Południowa | 5 | 3 |
| 5 | Nowa Zelandia    | 4 | 4 |
| 6 | Chińskie Tajpej  | 3 | 5 |
| 7 | Hongkong         | 1 | 7 |
| 8 | Katar            | 1 | 7 |
| 9 | Kazachstan       | 1 | 7 |

     Kwalifikacja do fazy play-off

### Play-off
|  | Półfinały | Półfinały        | Półfinały |  |  | Finał             | Finał             | Finał             |
|  |           |                  |           |  |  |                   |                   |                   |
|  | 1         | Japonia          | 7         |  |  |                   |                   |                   |
|  | 4         | Korea Południowa | 8         |  |  |                   |                   |                   |
|  |           |                  |           |  |  |                   | Korea Południowa  | 9                 |
|  |           |                  |           |  |  |                   | Chiny             | 8                 |
|  | 2         | Australia        | 6         |  |  |                   |                   |                   |
|  | 3         | Chiny            | 7         |  |  | Mecz o 3. miejsce | Mecz o 3. miejsce | Mecz o 3. miejsce |
|  |           |                  |           |  |  |                   |                   |                   |
|  |           |                  |           |  |  |                   | Japonia           | 11                |
|  |           |                  |           |  |  |                   | Australia         | 4                 |

#### Finał
| Państwo | Państwo          | 1 | 2 | 3 | 4 | 5 | 6 | 7 | 8 | 9 | 10 | Ogółem |
|         | Korea Południowa | 0 | 0 | 0 | 0 | 0 | 4 | 0 | 3 | 0 | 2  | 9      |
|         | Chiny            | 0 | 1 | 0 | 3 | 1 | 0 | 1 | 0 | 2 | 0  | 8      |

### Klasyfikacja końcowa
|   | Mistrzowie Azji i Strefy Pacyfiku       |
|   | Wicemistrzowie Azji i Strefy Pacyfiku   |
|   | 3 miejsce                               |
| Q | Kwalifikacja na Mistrzostwa Świata 2018 |

| # | Państwo          | Skip                        |   |
| - | ---------------- | --------------------------- | - |
| 1 | Korea Południowa | Kim Chang-min               | Q |
| 2 | Chiny            | Zou Dejia                   | Q |
| 3 | Japonia          | Yusuke Morozumi             | Q |
| 4 | Australia        | Hugh Millikin               |   |
| 5 | Nowa Zelandia    | Sean Becker                 |   |
| 6 | Chińskie Tajpej  | Shen Randolph               |   |
| 7 | Hongkong         | Chang Jason                 |   |
| 8 | Katar            | Nabeel Abdulrahman Al-Yafei |   |
| 9 | Kazachstan       | Viktor Kim                  |   |